# Salacia subalternifolia
Salacia subalternifolia är en benvedsväxtart som beskrevs av Merrill och Perry. Salacia subalternifolia ingår i släktet Salacia och familjen Celastraceae. Inga underarter finns listade.